# هوهانس ساهاکیان (سیاستمدار)
هوهانس می‌شایی ساهاکیان (ارمنی: Հովհաննես Միշայի Սահակյան؛ زادهٔ ۲۵ فوریهٔ ۱۹۷۷) یک حقوق‌دان و سیاستمدار اهل ارمنستان است که از تاریخ ۲۰۰۷ تا تاریخ ۲۰۱۷ سمت نمایندگی دوره‌های چهارم و پنجم مجلس ملی جمهوری ارمنستان را برعهده داشت.

## زندگی‌نامه
در ۲۵ فوریه ۱۹۷۷ در اسپیتاک به دنیا آمد و از دانشگاه دولتی ایروان فارغ‌التحصیل شد. 